# Kokkosaari (ö i Södra Savolax, Nyslott, lat 61,99, long 29,21)
Kokkosaari är en ö i Finland. Den ligger i sjön Kuonanjärvi och i kommunen Nyslott i  landskapet Södra Savolax, i den sydöstra delen av landet, 300 km nordost om huvudstaden Helsingfors. Öns area är 86,6 hektar och dess största längd är 2,1 kilometer i sydöst-nordvästlig riktning.